# Jon Fisher

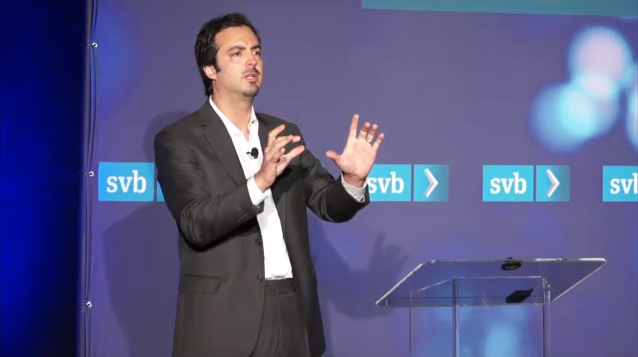
Jon Fisher (2013)

Jon B. Fisher (* 19. Januar 1972 in Stanford, Kalifornien) ist ein US-amerikanischer Unternehmer im kalifornischen Silicon Valley, Autor und Wirtschaftsexperte. Fisher zählt zu den Mitbegründern des zur Oracle Corporation gehörenden Unternehmens Bharosa und war dort vorübergehend als CEO tätig. Hauptprodukt von Bharosa ist die Authentifizierungssoftware Oracle Adaptive Access Manager (OAAM). Fisher ist unter anderem durch seine präzisen Prognosen zur Entwicklung der Wirtschaft der Vereinigten Staaten, insbesondere der Arbeitslosigkeit, bekanntgeworden. Er lehrt als Außerordentlicher Professor an der University of San Francisco. Das von ihm verfasste Buch „Strategic Entrepreneurism: Shattering the Start-Up Entrepreneurial Myths“ zählt an mehreren Ausbildungsstätten einschließlich der Haas School of Business an der University of California, Berkeley, zur Pflichtlektüre im MBA-Programm. Das Buch bildet als eines von drei Standardwerken auch die Basis eines Projektes der Ohio Tech Angels, in dem Zeitabläufe und Strategien in Verbindung mit Unternehmensverkäufen untersucht wurden, mit einem besonderen Augenmerk auf durch Business Angels finanzierte Unternehmen.

## Kindheit und Ausbildung
Fisher wurde im Stanford Hospital als Sohn der Universitätsprofessoren Gerald und Anita Fisher geboren. Seine Schulzeit verbrachte er an der Nueva School und der Crystal Springs Uplands School, beide in Hillsborough (Kalifornien). Am Vassar College, New York (Bundesstaat), absolvierte er sein Studium und promovierte danach an der University of San Francisco.

## Berufliche Laufbahn
1994 war Fisher Mitbegründer und CEO von AutoReach, das heute zum größten US-amerikanischen Fahrzeughändler AutoNation gehört. 1998 entwickelte sein Unternehmen NetClerk ein Verfahren zur Online-Baugenehmigung 2002 wurde NetClerk an das Unternehmen BidClerk verkauft. Nach dem Misserfolg von NetClerk tat sich Fisher mit den Akteuren des Dokumentarfilms Startup.com einschließlich Kaleil Isaza Tuzman zusammen, um Existenzgründer bei Umstrukturierungen und Abwicklungen zu unterstützen. 2004 war Fisher Mitbegründer und CEO von Bharosa; das Unternehmen wurde 2007 von der Oracle Corporation erworben. Am 20. Juli 2010 wurde Fisher als künftiger CEO von Predilect vorgestellt, einem neuen Unternehmen im Bereich Online-Sicherheit. Nach einer Änderung der technologischen und geschäftlichen Ausrichtung firmierte Predilect in CrowdOptic um, und Fisher wurde am 17. November 2010 zum CEO von CrowdOptic berufen. Im Wired Magazin schrieb Bruce Sterling über CrowdOptic: „Ich habe nie ein Sachbuch oder einen Roman gelesen, in dem jemals die Möglichkeit einer solchen Technologie angedeutet worden wäre“.
Fisher war und ist darüber hinaus als Referent an Universitäten und Technologie-Foren tätig.

## Thesen und Prognosen
Vortrag von Jon Fisher an der Marquette University 2008
Nach Meinung von Fisher stellt der Rückgang der Neubauaktivitäten im Wohnungsbereich einen guten Indikator für die weitere Entwicklung der Arbeitslosenquote dar. Er schreibt: „Historisch betrachtet folgte auf einen Einbruch der Neubauaktivität im US-Wohnungsbau im darauf folgenden Jahr immer ein Anstieg der Arbeitslosigkeit“, und er zieht daraus den Schluss, dass es während einer Rezession einen linearen Zusammenhang zwischen der Neubauaktivität und der nationalen Arbeitslosenquote gibt. Während eines Vortrages an der Marquette University im April 2008 machte Fisher eine der genauesten Prognosen zur Entwicklung der Arbeitslosigkeit in der Geschichte der USA, als er einen Anstieg der US-Arbeitslosenquote auf 9 % im April 2009 vorhersagte.
Vor dem Commonwealth Club of California prognostizierte Fisher im August 2009, die Arbeitslosenquote in den USA werde bis maximal 10,4 % steigen und danach auf 8,0 % bis Ende 2010 fallen. Fisher erklärte die Wohnung des Verbrauchers zum Zentrum der US-Wirtschaft und anderer Volkswirtschaft. Er stellte damit die The World Is Flat-These von Thomas L. Friedman infrage. Fisher zählte zu den erklärten Gegnern der Rettungsaktionen des US-Finanzministeriums, als er sagte: „Es gibt unterschiedliche Techniken der Umstrukturierung, mit denen die Geschäftswelt vertraut ist, aber keine davon wird von der Regierung eingesetzt“. Allerdings schrieb Fisher auch, dass „Unternehmertum nicht eingesetzt werden sollte, um das staatliche Sicherheitsnetz zu zerschlagen“.
In einem Interview auf IE Radio sagte Fisher im März 2010 den zeitlichen Ablauf der Haushaltskrise in den Vereinigten Staaten 2011 präzise voraus.

## Patente
Fisher ist Miterfinder von vier erteilten und 14 angemeldeten Patenten: 7.908.645, 7.616.764, 7.822.990,  und 7.596.701; die Patente stehen in Zusammenhang mit Verfahren zur Online-Datenverschlüsselung und -Sicherheit sowie mobilen Anwendungen.

## Privatleben
Fisher ist seit 2002 verheiratet mit Darla Kincheloe Fisher, Inhaberin der Koze Fashion-Boutique in Tiburon (Kalifornien). Die gemeinsame Tochter wurde 2010 geboren.

## Auszeichnungen
- American City Business Journals Forty Under 40 (2006)[29]
- Ernst & Young Entrepreneur Of The Year, Emerging Category (2007)[30]

## Ehrenämter
Fisher war Treuhänder der Nueva School in Hillsborough, Kalifornien, und beteiligte sich 2008 an einer Fundraising-Kampagne dieser Einrichtung. Er fungierte als Treuhänder der Pazifik Vascular Research Foundation in South San Francisco. Fisher war ebenfalls als Vorstandsmitglied am Buck-Institut für Altersforschung tätig.

## Veröffentlichungen
- Fisher, Jon (2008): Strategic Entrepreneurism: Shattering the Start-Up Entrepreneurial Myths. New York: SelectBooks, Inc. ISBN 1-59079-189-4.